# Констанцин-Єзьорна (гміна)
Гміна Констанцин-Єзьорна (пол. Gmina Konstancin-Jeziorna) — місько-сільська гміна у центральній Польщі. Належить до Пясечинського повіту Мазовецького воєводства.
Станом на 31 грудня 2011 у гміні проживало 24820 осіб.

## Площа
Згідно з даними за 2007 рік площа гміни становила 78.28 км², у тому числі:
- орні землі: 63.00%
- ліси: 13.00%

Таким чином, площа гміни становить 15.44% площі повіту.

## Населення
Станом на 31 грудня 2011:
| Опис     | Загалом | Загалом | Чоловіки | Чоловіки | Жінки | Жінки |
| -------- | ------- | ------- | -------- | -------- | ----- | ----- |
| одиниця  | осіб    | %       | осіб     | %        | осіб  | %     |
| все      | 24820   | 100     | 11734    | 47.28    | 13086 | 52.72 |
| міське   | 17506   | 100     | 8155     | 46.58    | 9351  | 53.42 |
| сільське | 7314    | 100     | 3579     | 48.93    | 3735  | 51.07 |

## Сусідні гміни
Гміна Констанцин-Єзьорна межує з такими гмінами: Ґура-Кальварія, Карчев, Отвоцьк, П'ясечно, Юзефув.